# Nick Nuyens
Nick Nuyens (ur. 5 maja 1980 w Lier) – belgijski kolarz szosowy, dwukrotny zwycięzca Omloop Het Nieuwsblad, zawodnik ekipy Garmin-Sharp.
Nuyens to zawodnik, który specjalizuje się w belgijskich wyścigach jednodniowych. Zajmuje także wysokie miejsca w mniejszych wyścigach etapowych.

## Najważniejsze zwycięstwa i sukcesy
- 2002
  - 1. miejsce w Ronde van Vlaanderen U-23
- 2004
  - 1. miejsce w Ster Elektrotoer
    - 1. miejsce na 3. etapie

  - 1. miejsce w Paryż-Bruksela
  - 1. miejsce w Grand Prix de Wallonie
  - 3. miejsce w Tour of Britain
- 2005
  - 1. miejsce w Omloop Het Nieuwsblad
  - 1. miejsce w Tour of Britain
    - 1. miejsce na 1. i 5. etapie

  - 1. miejsce w Grand Prix de Wallonie
- 2006
  - 1. miejsce w Kuurne-Bruksela-Kuurne
  - 1. miejsce na 3. etapie Tour de Suisse
- 2007
  - 1. miejsce w Étoile de Bessèges
    - 1. miejsce na 3. etapie

  - 4. miejsce w Omloop Het Nieuwsblad
  - 1. miejsce na 1. etapie Eneco Tour
- 2008
  - 2. miejsce w Omloop Het Nieuwsblad
  - 2. miejsce w Ronde van Vlaanderen
- 2009
  - 1. miejsce w Grand Prix de Wallonie
- 2010
  - 1. miejsce na 5. etapie Dookoła Austrii
- 2011
  - 1. miejsce w Dwars door Vlaanderen
  - 1. miejsce w Ronde van Vlaanderen
  - 3. miejsce w Klasika Primavera